# IKZF1
La proteína de unión a ADN Ikaros (IKZF1) es una proteína codificada en humanos por el gen IKZF1.
La proteína IKZF1 pertenece a la familia de proteínas con dedos de zinc.
Ikaros muestra funciones cruciales en el sistema hematopoyético y es un conocido regulador del desarrollo de las células inmunitarias, principalmente en las células B tempranas, las células T CD4+. Su disfunción se ha relacionado con el desarrollo de leucemia linfocítica crónica. En particular, en los últimos años se ha descubierto que Ikaros es un importante supresor de tumores implicado en la leucemia linfoblástica aguda de células B humanas y que también desempeña un papel en la diferenciación y función de las células T auxiliares individuales.
Más evidencia muestra que Ikaros regula el desarrollo de células epiteliales del timo medular (mTEC). La eliminación condicional de Ikzf1 en células epiteliales tímicas por Foxn1-Cre en ratones da como resultado la desregulación de varios subconjuntos de mTEC, incluida la pérdida de mTEC Aire+. La pérdida de AIRE (regulador autoinmune) que expresa mTEC también provoca la pérdida global de antígenos restringidos a tejidos (TRA) y poblaciones de células miméticas dependientes de Aire, y la pérdida de TRA conduce finalmente a la degradación de la tolerancia inmunitaria.

## Interacciones
La proteína IKZF1 ha demostrado ser capaz de interaccionar con:
- HDAC5[8]
- HDAC1[9][8]
- HDAC7A[8]
- SIN3B[9][8]
- SIN3A[10][9][8]
- IKZF4[11][12]
- CTBP1[13]